# Euroliga 1999./00. (vaterpolo)
Ovo je trideset i sedmo izdanje elitnog europskog klupskog vaterpolskog natjecanja. Sudjelovalo je 28 momčadi, a Final Four je održan u Bečeju u SR Jugoslaviji.
Poluzavršnica
- Budimpešta -  Mladost 4:6
- Bečej -  POŠK 6:4

Završnica
- Bečej -  Mladost 11:8

- sastav Bečeja (prvi naslov): Aleksandar Šoštar, Predrag Zimonjić, Slobodan Soro, Goran Krstonošić, Nenad Vukanić, Branko Peković, Aleksandar Ćirić, Veljko Uskoković, László Toth, Aleksandar Šapić, Jugoslav Vasović, Balázs Vincze, Nebojša Milić, Nedeljko Rodić, István Mészáros, Nenad Kačar